# Lý Yến (diễn viên)
Lý Yến (tiếng Anh: Athena Lee Yen, tiếng Trung: 李燕, sinh ngày 20 tháng 11 năm 1981) là một nữ diễn viên người Đài Loan, từng tốt nghiệp trường trung học Thụy Phương. Ban đầu Lý Yến theo nghề kinh doanh điện tử, sau đó nhập học tại một lớp học đào tạo diễn viên của đài FTV (cùng khóa với Cao Vũ Trân, Phó Tử Thuần), rồi dấn thân vào ngành công nghiệp giải trí. Tác phẩm đầu tay của cô là Dược thi nhi của đài Good TV.
Trong những ngày đầu đóng phim, Lý Yến chủ yếu nhận vai phụ trong các bộ phim truyền hình của Đài Loan. Bước ngoặt đến vào năm 2004, khi cô nhận vai Lục Tiểu Phần, một trong những vai chính của bộ phim chiếu lúc 8 giờ Vòi rồng trong mưa của SET Taiwan, cô bắt đầu thu hút sự chú ý của khán giả. Kể từ đó, mặc dù vẫn tham gia nhiều bộ phim truyền hình khác, cô chủ yếu nhận vai trong các bộ phim của đài SET và là nữ chính trong nhiều phim chiếu lúc 8h của đài này. Cô cùng với Trần Quán Lâm tạo thành cặp bạn diễn ăn ý trong nhiều tác phẩm chiếu lúc 8h.

## Đời tư
Ngày 30 tháng 9 năm 2013, cô kết hôn với Tạ Điển Lâm, lúc ấy là chủ tịch hội đồng quận Chương Hóa của Trung Quốc Quốc dân Đảng. Hai người đạt thỏa thuận ly hôn vào tháng 3 năm 2015.
Ngày 9 tháng 1 năm 2018, trong bộ phim truyền hình chiếu lúc 8h Người một nhà của đài SET, có tin đồn rằng cô đang có cảm tình với Triệu Tuấn Á, bạn diễn trong bộ phim kể trên. Đại diện của Triệu Tuấn Á cho biết hai người đang hẹn hò. Hai người chia tay vào năm 2019.

## Danh sách phim

### Truyền hình
| Năm  | Kênh/Đài         | Tựa phim                                        | Vai diễn                       | Vai trò                  |
| 2001 | Good TV          | Dược thi nhi                                    | Minh Nhu                       |                          |
| 2001 | Công thị         | Hậu sơn nhật tiên chiếu                         | Trần Canh Lan                  |                          |
| 2002 | Công thị         | Kim thiên bất thượng ban                        | Diệp Giai Liên                 |                          |
| 2002 | Gala Television  | Đệ nhất kịch trường－Tương tư mộng              | Hứa Minh Tú                    |                          |
| 2002 | SET Taiwan       | Hý thuyết đài loan- đậu du gian đích địa cơ chủ | Tố Ngọc Tú Linh                | Nữ phụ                   |
| 2003 | Công thị         | Nhà                                             | Lâm Nguyệt Nữ                  |                          |
| 2003 | Gala Television  | Đệ nhất kịch trường - Thiên lý tình duyên       | Tố Phượng                      |                          |
| 2003 | Đài thị          | Tái kiến a lang                                 | Khánh Mỹ Kỳ lúc trẻ            | Khách mời                |
| 2003 | SET Taiwan       | Hý thuyết Đài Loan－Tổ sư gia thu sát           | Thu Hoa                        | Nữ phụ                   |
| 2003 | SET Taiwan       | Vòng xoáy đam mê                                | Trần Kiều An                   | Nữ phụ                   |
| 2004 | SET Taiwan       | Vòi rồng trong mưa                              | Lục Tiểu Phần                  | Nữ phụ                   |
| 2005 | SET Taiwan       | Vòng xoáy kim tiền                              | Thẩm Quân Quân Thẩm Lượng Quân | Nữ phụ                   |
| 2006 | Công thị         | Xuất ngoại nhân sinh                            | Thái Thu Mãn                   | Nữ phụ                   |
| 2006 | Gala Television  | Nhiên thiếu thiên đường                         | Lý Minh Nhạn                   |                          |
| 2007 | Đài thị          | Thần cơ diệu toán Lưu Bá Ôn                     | Vân Đan Đàn Phong              | Nữ chính                 |
| 2007 | SET Taiwan       | Thiên hạ đệ nhất vị                             | Đường Bản Kỷ Hương             | Nữ phụ                   |
| 2008 | SET Taiwan       | Chân tình bốn phương                            | Quan Vy Vy                     | Nữ chính thế hệ đầu tiên |
| 2009 | SET Taiwan       | Tấm lòng cha mẹ                                 | Thái Hữu Tuệ                   | Nữ chính đầu tiên        |
| 2010 | SET Taiwan       | Hý thuyết Đài Loan－Bố đại hòa thượng           | Lâm Tú Liêu Ngọc Quân          | Nữ chính                 |
| 2010 | SET Taiwan       | Gia đình sóng gió                               | Phương Tiểu Phi                | Nữ phụ                   |
| 2011 | SET Taiwan       | Tay trong tay                                   | Giang Thi Thi Lục Tiểu Phàm    | Nữ chính đầu tiên Nữ phụ |
| 2013 | SET Taiwan       | Thế gian tình                                   | Triệu Di Tú Châu Hủy Kiều      | Nữ chính đầu tiên Nữ phụ |
| 2013 | SET Taiwan       | Bạch xà ngoại truyện                            | Bạch Tố Trinh                  |                          |
| 2013 | Da Ai Television | Nghịch quang chân ái                            | Thái Nhã Chân                  | Nữ chính                 |
| 2015 | SET Taiwan       | Hương vị cuộc sống                              | Trần Di Huyên Giang Khương Hảo | Nữ chính thế hệ thứ hai  |
| 2017 | SET Taiwan       | Người một nhà                                   | Diệp Hiểu Thu                  | Nữ chính thứ ba          |
| 2018 | SET Taiwan       | Con dâu thời nay                                | Sử Thiên Na                    | Nữ phụ                   |
| 2018 | SET Taiwan       | Tiếng pháo vu quy                               | Ngô Gia Hân                    | Nữ chính đầu tiên        |
| 2022 | SET Taiwan       | Nhất gia đoàn viên                              | Vương Nhã Hủy                  | Nữ chính đầu tiên        |